# Casmara aduncata
Casmara aduncata is een vlinder uit de familie van de sikkelmotten (Oecophoridae). De wetenschappelijke naam van de soort is voor het eerst geldig gepubliceerd in 2012 door Shu-xia Wang.

## Type
- holotype: "male. 25.VIII.2005. leg. Ying-dang Ren. genitalia slide ZL no. 08017"
- instituut: NKUM, Nankai University, Tianjin, China
- typelocatie: "China, Yunnan Province, Bubang, Mangla, 21°17'N, 101°20'E, 650 m"